# 卡斯蒂列霍德梅斯莱翁
卡斯蒂列霍德梅斯莱翁，是西班牙卡斯蒂利亚-莱昂塞戈维亚省的一个市镇。 总面积27平方公里，总人口143人（2001年），人口密度5人/平方公里。